# CH Большой Медведицы
CH Большой Медведицы (лат. CH Ursae Majoris) — карликовая новая, двойная катаклизмическая переменная звезда типа U Близнецов (UG) в созвездии Большой Медведицы на расстоянии приблизительно 1242 световых лет (около 381 парсека) от Солнца. Видимая звёздная величина звезды — от +16m до +10,6m.

## Характеристики
Первый компонент — аккрецирующий белый карлик спектрального класса pec(UG).
Второй компонент — оранжевая звезда спектрального класса K.